# Turbonilla megascymna
Turbonilla megascymna is een slakkensoort uit de familie van de Pyramidellidae. De wetenschappelijke naam van de soort is voor het eerst geldig gepubliceerd in 2003 door Silva-Absalão, Dos Santos & De Olivera.